# Richborough
Richborough is een plaats in het graafschap Kent in het zuidoosten van Engeland. Het ligt iets ten noorden van Sandwich. Richborough was naar waarschijnlijkheid de plek waar de Romeinen aan land kwamen tijdens de invasie van Engeland in 43 n.Chr.
Richborough ligt aan de rivier de Stour. De spoorlijn tussen Ramsgate en Sandwich loopt door Richborough maar er is geen station. Richborough is sinds 1995 een suffragaan bisdom van het Bisdom Canterbury van de Anglicaanse Kerk.
|  |

## Geschiedenis
Tot de vroege middeleeuwen lag Richborough aan de kust, aan het zuidelijke einde van het Wantsum Channel dat het voormalige eiland Thanet scheidde van Engeland. Maar door verzanding van het kanaal kwam Richborough enkele kilometers landinwaarts te liggen.
De natuurlijke haven van Richborough was van groot strategisch belang. Archeologische vondsten hebben aangetoond dat de Romeinen na hun landing in 43 n.Chr. hier een fort bouwden om de haven te beschermen. Dit fort ontwikkelde zich tot de havenstad Rutupiæ. Het was een van de beginpunten van Watling Street, een Romeinse weg die naar Londinium (Londen) liep en verder in westelijke richting naar Wales. Bij het beginpunt van de weg in Rutupiæ stond een triomfboog die gold als toegangspoort tot de Romeinse provincie Britannia.
Eind 3e eeuw werd een nieuw fort aangelegd om de plaats tegen Saksische piraten te beschermen. Nadat de Romeinen Rutupiæ verlieten, werd de plaats overgenomen door de Saksen.

### 20e eeuw
Tijdens de Eerste Wereldoorlog werd een grote, geheime legerbasis aangelegd in Richborough om de Britse troepen in België en Frankrijk te voorzien van wapens, munitie, brandstof en andere benodigdheden. Hiervoor werd de Stour verbreed zodat bevoorradingsschepen tussen Richborough en Calais konden varen.
In de jaren 50 werd de elektriciteitscentrale Richborough Power Station gebouwd. Deze draaide op steenkool uit nabij gelegen kolenmijnen, tot 1971, toen de centrale overging op aardolie. Begin jaren 90 begonnen experimenten met een nieuw soort brandstof, Orimulsion. In 1996 werd de centrale gesloten.